# Evangelische Kirche (Hausen)

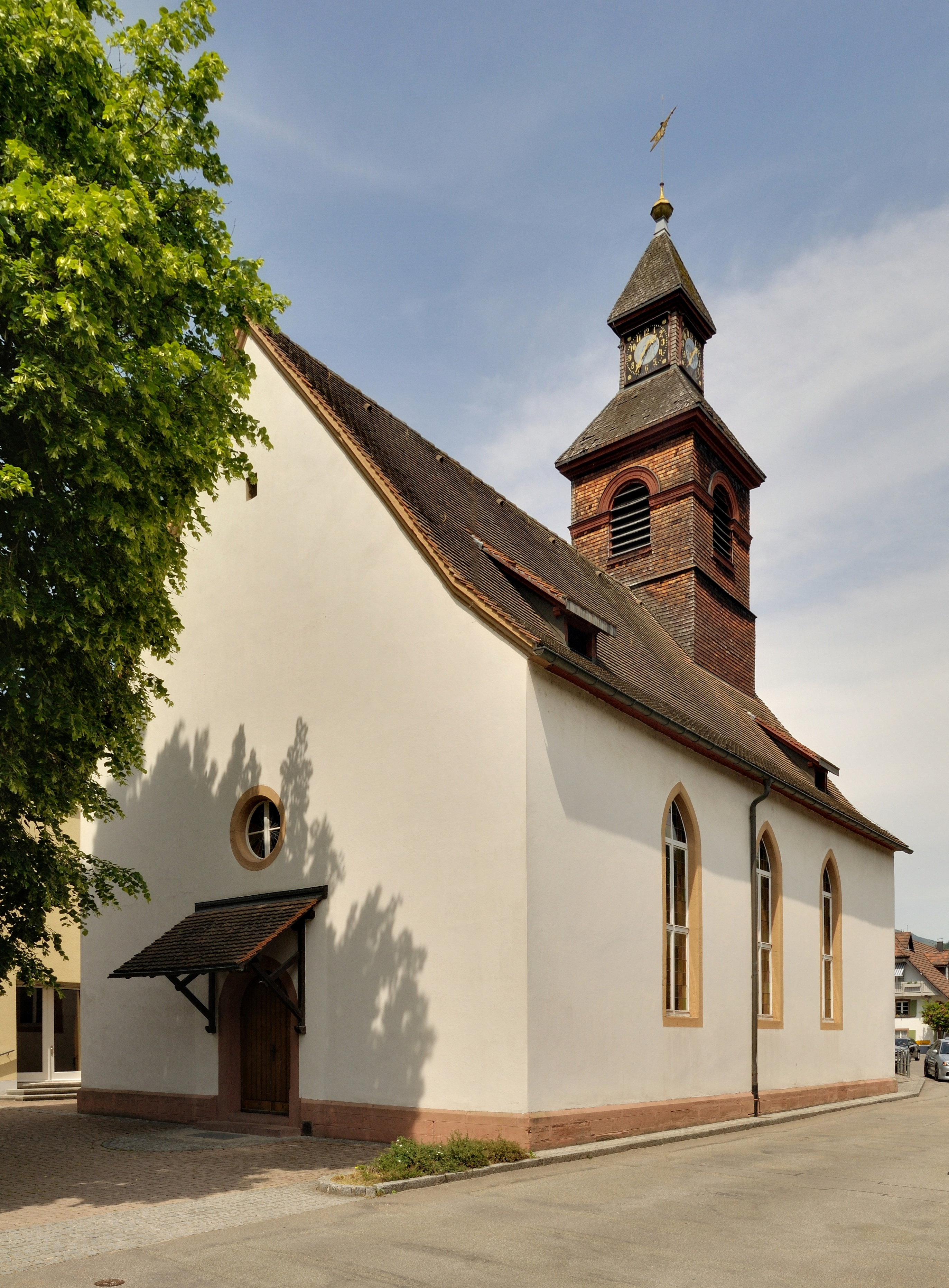
Evangelische Kirche Hausen von Süden her gesehen

Die Evangelische Kirche Hausen wurde 1738 in Hausen im Wiesental erbaut und ersetzte  einen Vorgängerbau, der durch einen Brand zerstört worden war. Der kapellenartige Kirchenbau wurde ab 1955 umfangreich renoviert sowie vor allem im Inneren umgebaut und umgestaltet.

## Geschichte
Die erste Kirche in Hausen wurde 1653 am Tiichwegli (Teichweg) erbaut, nachdem 1642 die Dreikönigskapelle auf dem Fahrnauer Hof durch ein Hochwasser zerstört worden war. Hausen war kirchlich damals Schopfheim zugeteilt. Insbesondere durch den Holländischen Krieg in Mitleidenschaft gezogen, war das Gotteshaus Ende des 17. Jahrhunderts in einem stark verwahrlosten Zustand und fiel nach Überlieferungen einem Brand zum Opfer.
Bereits im Jahr 1700 plante man die Neuerrichtung eines Gotteshauses an der Stelle der zerstörten Kirche. In den Jahren 1738 bis 1739 wurde der Neubau dann nach den Plänen des Architekten Rebstock, einem Schüler des klassizistischen Baumeisters Friedrich Weinbrenner, von dem Maurermeister Michael Walliser (auch Michel Walser) ausgeführt. Über dem Haupteingang sind Wallisers Initialen sowie die Jahreszahl 1738 ins Mauerwerk eingehauen. 1741 wurde der Dachreiter mit einem kleinen kubischen Aufsatz erhöht.
Nach 1955 erfolgten eine größere Umgestaltung und Renovierung: Die Kirche erhielt ein Vordach und im Kircheninneren wurden der Altarraum deutlicher betont, ein neuer Altar aufgestellt sowie eine neue Orgel auf der südlichen Empore montiert. Die bis 1955 bestehende (nördliche) Orgelempore wurde im Zuge der Umgestaltung entfernt, um die Höhenwirkung des Raumes zu unterstreichen.
Der kapellenartige Charakter der Kirche blieb bis heute erhalten.

## Beschreibung

### Kirchenbau

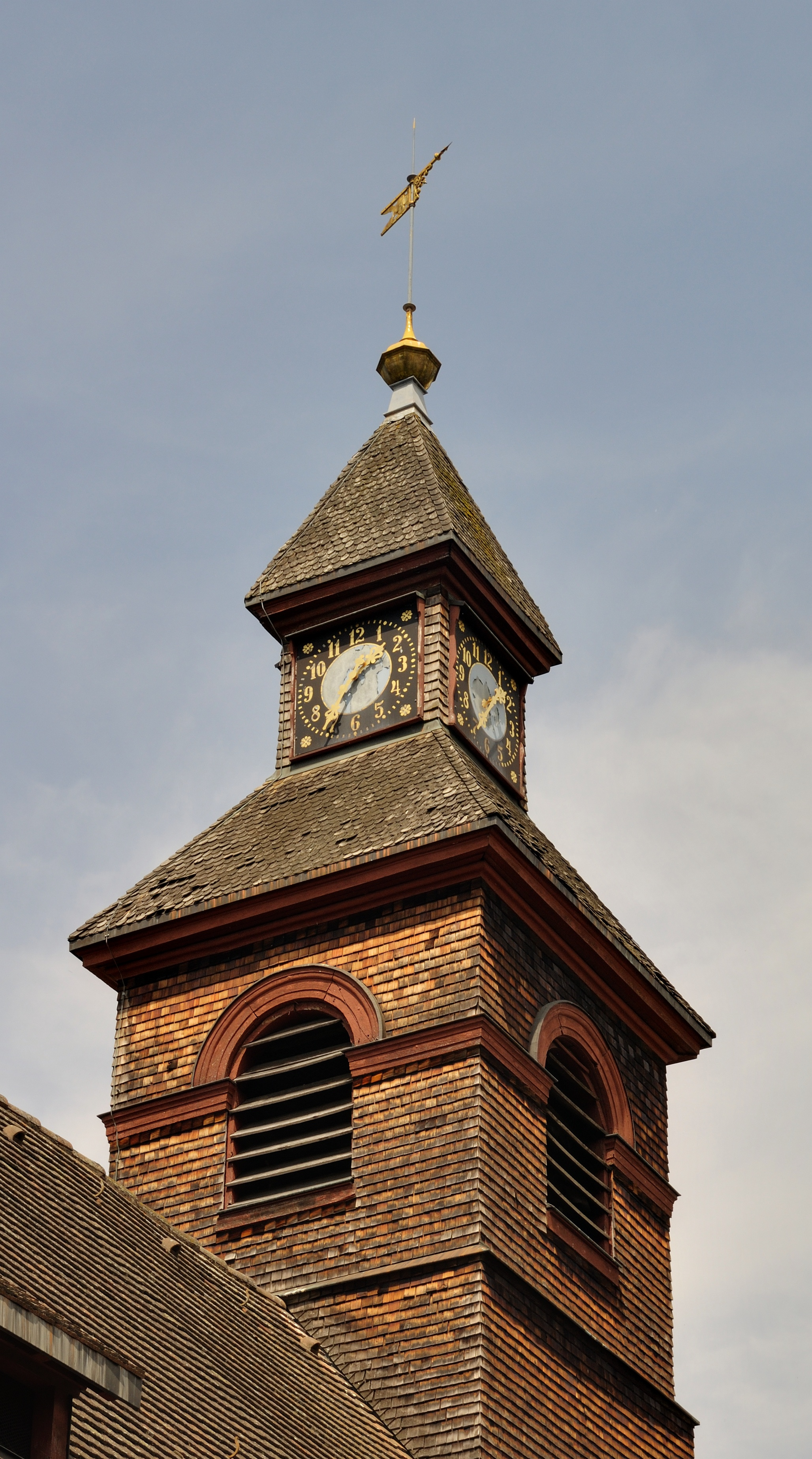
Dachreiter

Die im Dorfkern von Hausen gegenüber dem Hebelhaus stehende Kirche ist ein mit Satteldach bedeckter Rechtecksbau mit in Richtung Norden aufgesetztem Dachreiter. Bemerkenswert ist, dass die Kirche, bedingt durch den Bauplatz, nicht geostet ist, sondern in Nord-Süd-Richtung verläuft.
Über dem Haupteingang im Südgiebel befindet sich ein kleines Pultdach; darüber ein kleines, kreisförmiges Fenster. An den beiden Längsseiten befinden sich jeweils drei schmale Fenster mit Rundbogenabschluss.
An der Westfassade befindet sich ein rundbogiges Seitenportal, an dem ein Epitaph an Maria Pflüger († 9. Mai 1709) erinnert. An der Ostwand erinnert eine Tafel an Emanuel Birr († 2?. Juli 1766) und Margaretha Mannlin(in), geb. Rauvin (?) († 24. April 1684) sowie Caspar Lu († 15. Juni 1686). Eine weitere Gedenktafel ist für die Eltern von Johann Peter Hebel angebracht: Johann Jakob Hebel († 25. Juli 1761) und Ursula Hebel, geb. Oertlin († 16. Oktober 1773).
Der zweistufige, mit Holzschindeln verkleidete Dachreiter verfügt zu jeder Seite über rundbogige Klangarkaden. Ein Pyramidenstumpf wird von einem kleinen kubischen Aufsatz – der zu jeder Seite ein Uhrenzifferblatt trägt – bedeckt, der wiederum von einem kleinen Pyramidendächlein mit Turmkugel und Wetterhahn bekrönt wird.

### Innenraum und Ausstattung

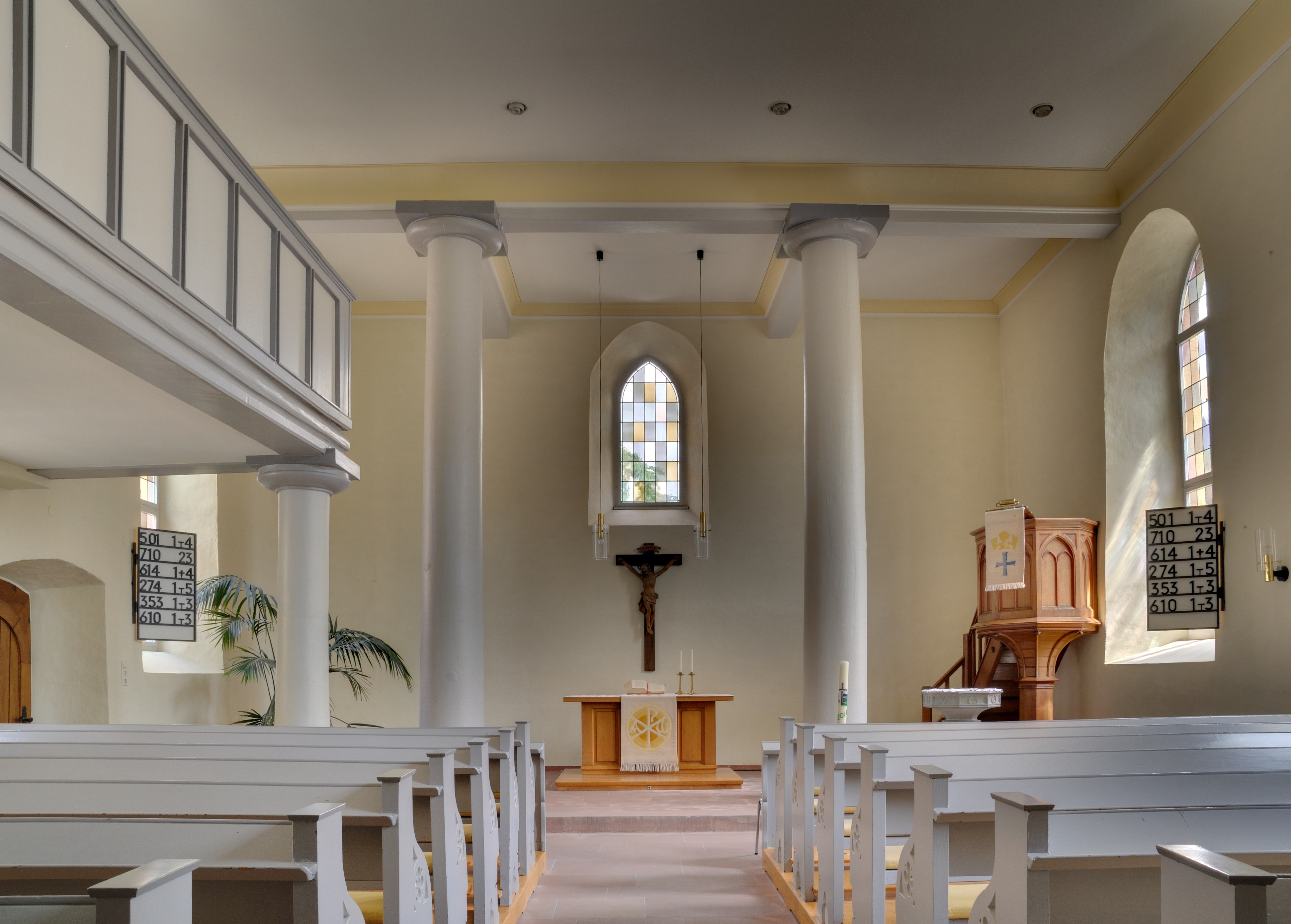
Langhaus mit Blick zum Altar

Die kleine Saalkirche ist mit einer flachen Decke eingezogen. An der Süd- und Westwand befindet sich eine von glatten Säulen getragene, L-förmige Empore, auf der neben Sitzplätzen die Orgel angebracht ist. Charakteristisch für den Innenraum sind zwei auffallende Säulen mit dorischen Kapitellen vor dem Altarbereich. Sie verlaufen vom Boden bis zur Decke und haben statisch die Funktion, den Dachreiter zu stützen. Bis 1955 trugen sie zusätzlich noch eine Empore, die bei der Umgestaltung entfernt wurde.
An der Ostwand hängt eine Erinnerungstafel für die Gefallenen des Ersten Weltkrieges. Der schlichte Altar besteht aus einem Zelebrationsaltar. Dahinter hängt ein Holzkruzifix, das vermutlich vom Ende des 17. Jahrhunderts stammt. Kanzel und Gestühl stammen aus der Mitte des 19. Jahrhunderts.

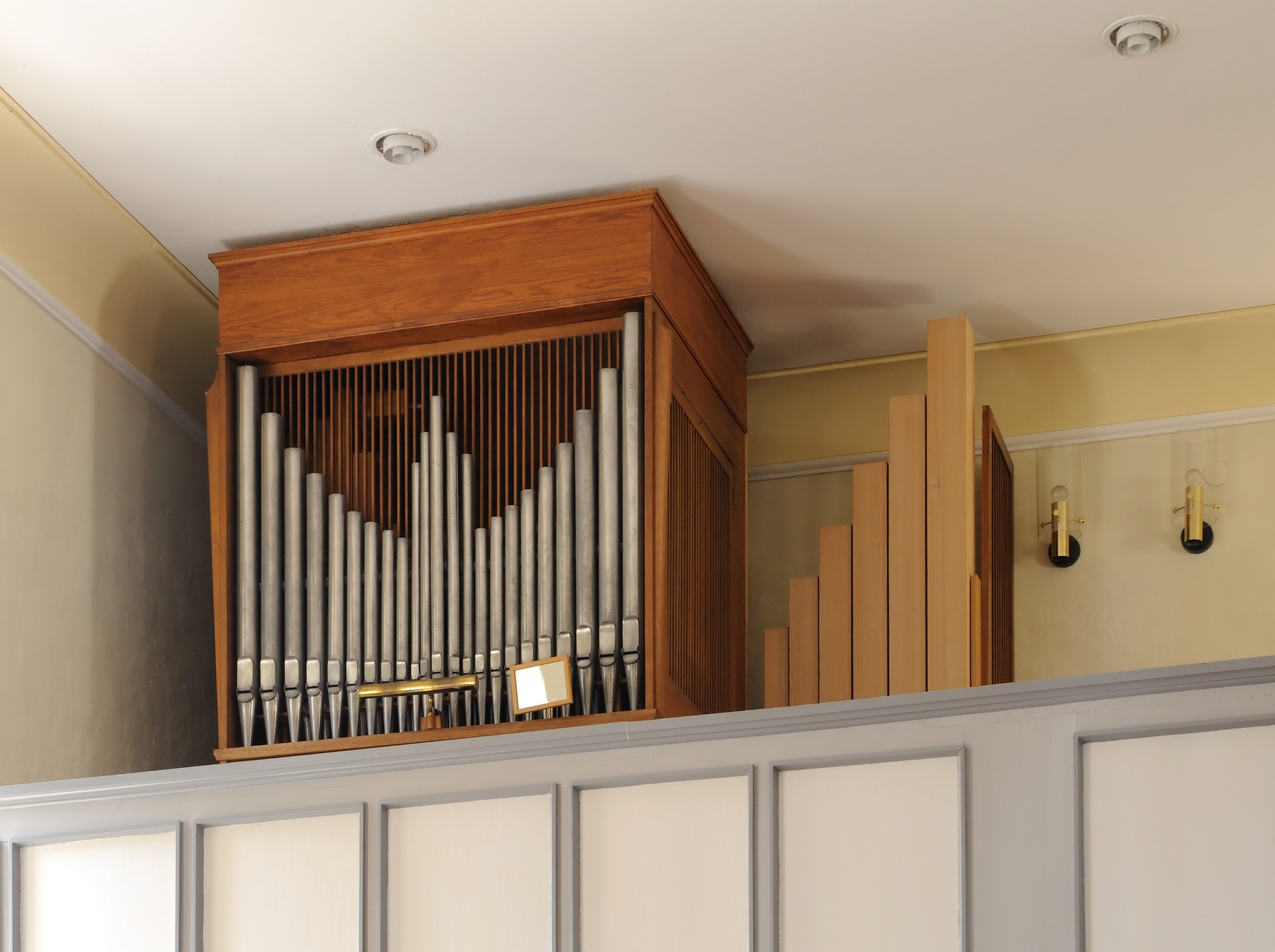
Orgel
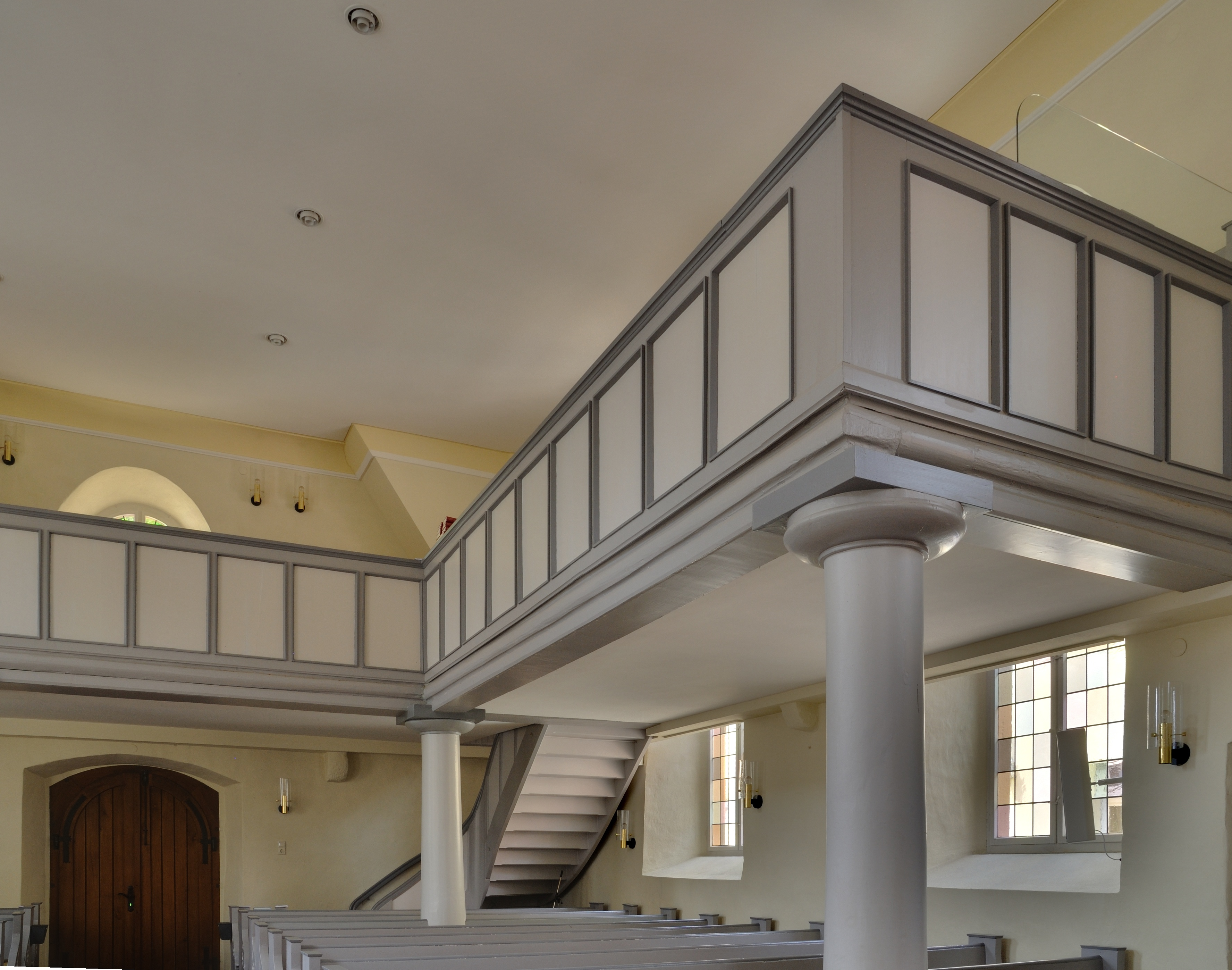
Empore
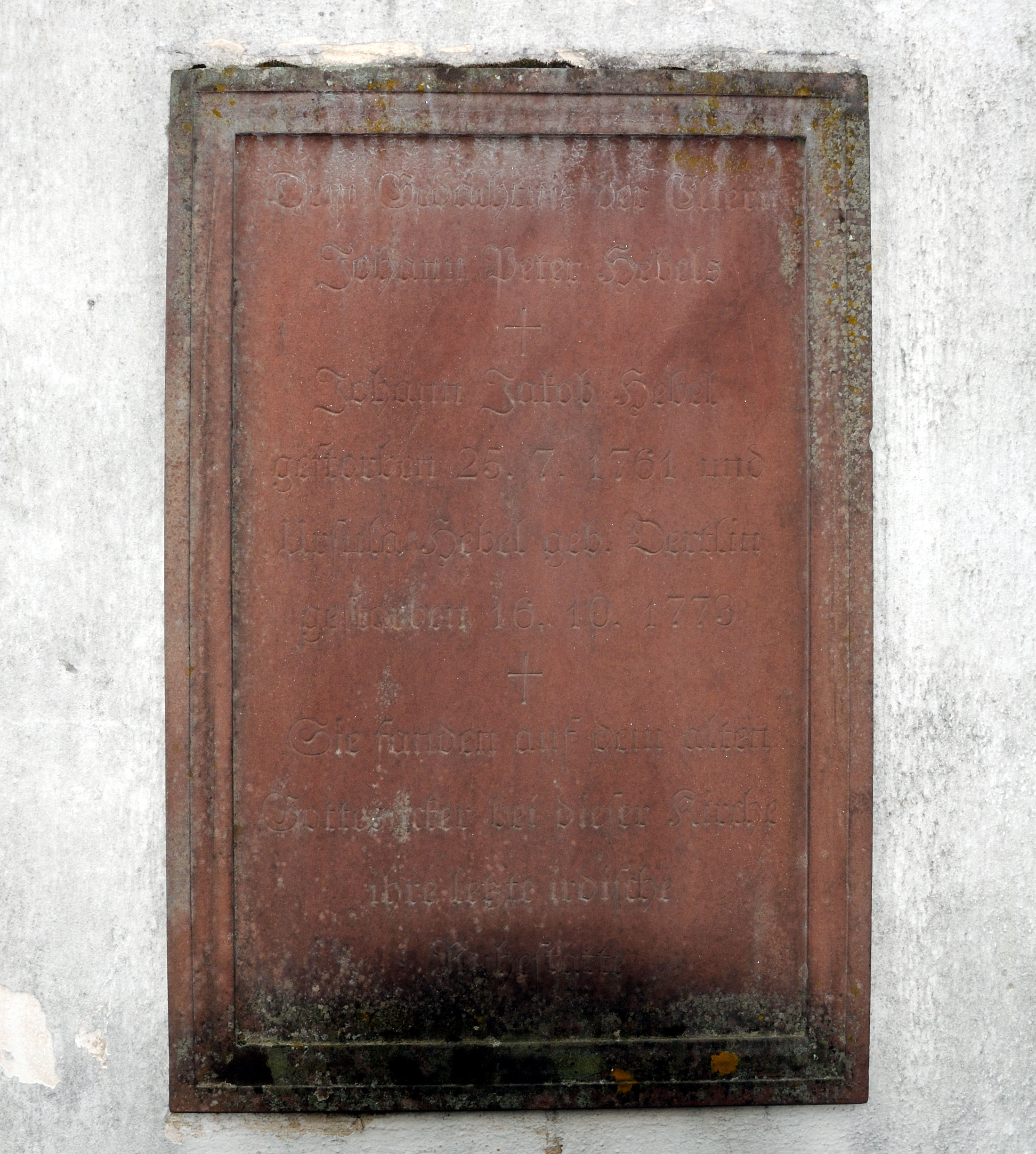
Epitaph zu Ehren Hebels Eltern

### Glocken und Orgel
Das dreistimmige Bronzegeläut der Kirche setzt sich wie folgt zusammen:
| Nr. | Schlagton | Gussjahr | Gießer                  |
| 1.  | h′        | 1950     | Glockengießerei Bachert |
| 2.  | d′′       | 1950     | Glockengießerei Bachert |
| 3.  | e′′       | 1951     | Glockengießerei Bachert |

Die erste Orgel erwarb die Kirchengemeinde 1769 von der Gemeinde St. Michael in Schopfheim, die ihr Instrument nicht mehr benötigte. Die heutige Orgel wurde 1955 von Eberhard Friedrich Walcker gefertigt und besitzt zwei Manuale, ein Pedal und zehn Register. Das vorderspielige Instrument hat ein hinterständiges Pedal. Die Prospektpfeifen bilden ein konkaves Bogenfeld, aus dem die fünf mittleren Pfeifen hervortreten.